# Pascal Pinon

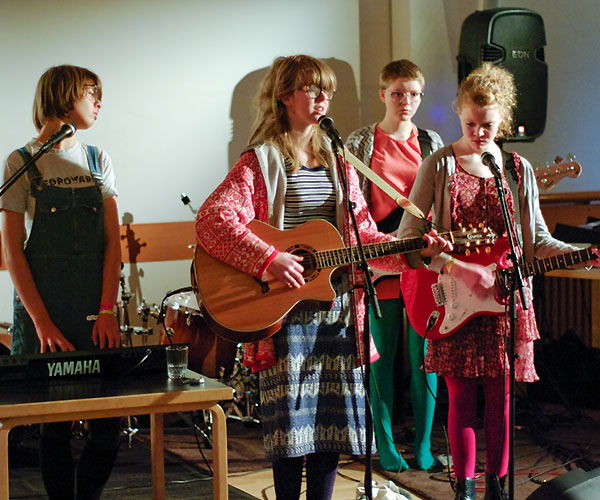
Pascal Pinon

Pascal Pinon är ett band från Reykjavik, Island, som består av tvillingsystrarna Ásthildur och Jófriður Ákadóttir. Deras musik kan beskrivas som low-key folk-pop och instrumenten varierar från klockspel och xylofoner till akustiska gitarrer och keyboards, dock alltid med fokus på de ibland nästan viskande rösterna och stämsång.

## Biografi
Systrarna är uppväxta i en väldigt musikalisk miljö då båda deras föräldrar är musiker och berättar att de alltid har haft nära till musiken. De startade bandet 2009 och namnet är en referens till cirkusartisten Pasqual Pinon. Inledningsvis bestod bandet av ytterligare två medlemmar, Halla och Kristín. År 2010 släppte de sitt självbetitlade första album hos skivbolaget Morr Music, endast 14 år gamla. Det beskrevs av Allmusic som "ett riktigt ljuvligt album, mäktigt nog att smälta även de mest cyniska människors hjärtan om de bara gav det en chans".
I januari 2013 släpptes deras andra skiva Twosomeness, producerat av Alex Somers. Albumet fick betyget 8 av 10 av Clash, där skribenten kallade det "en ovanlig och vacker upplevelse", och fick fyra av fem stjärnor från Allmusic-recensenten, som beskrev sångerna som "magiska och insvepta i en varm och något sorgsen mystik". Michael Cragg från The Guardian skrev "...dessa isländska tvillingsystrar skapar underbart intima låtar...".
Gruppen beskriver sin musik som "enkel och ärlig, fylld med både melankoli och optimism. Vi hoppas kunna skapa musik som kan inspirera, trösta och värma". De sjunger på sitt modersmål isländska samt engelska men har även gett ut en låt på svenska, Fernando (2013). De har i en intervju sagt att deras sånger på engelska influeras av den musik de lyssnar på, medan de flesta låtar på isländska från början är dikter som de sedan bestämt sig för att tonsätta.
Syskonen Ákadóttir uppger Tegan and Sara, Björk, Joni Mitchell och Sinead O'Connor som några av sina starkaste influenser, men även att de gillar Enya och Fleetwood Mac. De har turnerat i Europa ett flertal gånger (2010–2013) samt i Kina (2011) och Japan (2012).  Våren 2013 turnerade de i Europa tillsammans med Sin Fang och skrev under tiden en låt tillsammans, Babies.

## Diskografi

### Album
- Pascal Pinon (2010), Morr Music
- Twosomeness (2013), Morr Music

### Singlar, EP
- Pascal Pinon (2009), egenproducerad
- I Wrote a Song (2010), Morr Music
- Party Wolves (2012), Morr Music